# Romeo (Michigan)
Romeo é uma vila localizada no estado americano de Michigan, no Condado de Macomb.

## Demografia
Segundo o censo americano de 2000, a sua população era de 3721 habitantes.
Em 2006, foi estimada uma população de 3792, um aumento de 71 (1.9%).

## Geografia
De acordo com o United States Census Bureau tem uma área de
5,2 km², dos quais 5,2 km² cobertos por terra e 0,0 km² cobertos por água.

## Localidades na vizinhança
O diagrama seguinte representa as localidades num raio de 16 km ao redor de Romeo.